# Golf-Kooperationsrat
Der Golf-Kooperationsrat (GKR, englisch Gulf Cooperation Council, GCC; offiziell Kooperationsrat der Arabischen Staaten des Golfes; arabisch مجلس التعاون لدول الخليج العربية, DMG Maǧlis at-taʿāwun li-duwal al-ḫalīǧ al-arabiyya, englisch Cooperation Council for the Arab States of the Gulf, CCASG), bzw. verkürzt Golfrat, ist eine internationale Organisation, die sechs der sieben Staaten der Arabischen Halbinsel umfasst. Er wurde am 25. Mai 1981 in Abu Dhabi durch Bahrain, Katar, Kuwait, Oman, Saudi-Arabien und die Vereinigten Arabischen Emirate gegründet, um diese Staaten gegen die Auswirkungen der Islamischen Revolution in Iran im Jahr 1979 und des Ersten Golfkriegs 1980 abzuschirmen.
Die Organisation strebt die Zusammenarbeit ihrer Mitglieder in der Außen- und Sicherheitspolitik sowie die Förderung der wirtschaftlichen und gesellschaftlichen Beziehungen zwischen ihnen an, wozu 1982 im Rahmen des Unified Economic Agreement der Warenverkehr liberalisiert wurde. Für 2005 wurde eine Zollunion beschlossen, die schließlich auf das Jahr 2003 vorgezogen wurde. Bis 2010 war die Einführung einer gemeinsamen Währung vorgesehen. Unterschiedliche politische Ziele und eine Reihe trennender Fragen behindern jedoch die Integrationsbemühungen.
Die Mitglieder sind zu gegenseitigem Beistand im Verteidigungsfall verpflichtet. Der GCC unterhält eine gemeinsame Verteidigungstruppe, die 5.000 Mann umfasst. Der GCC kooperierte eng mit den Vereinigten Staaten, um gegen die Islamische Republik Iran geschützt zu sein.
Für die Europäische Union ist die GCC-Region von strategischer Bedeutung. Der GCC ist der wichtigste Handelspartner der Union in der arabischen Welt. Auf ihn entfallen etwa die Hälfte des gesamten Handels mit den arabischen Staaten und etwa 4 % der Gesamtausfuhr der Europäischen Union in Drittländer.
Waffenexporte Deutschlands in Länder des GCC hatten 2012 einen Wert von 1,42 Mrd. Euro (2011: 570 Mio. Euro).

## Mitglieder
| Land                         | Hauptstadt | Einwohner (2022) | Fläche (km²) | BIP 2022 (Mio. USD) | BIP pro Kopf 2022 (USD) | Währung               |
| ---------------------------- | ---------- | ---------------- | ------------ | ------------------- | ----------------------- | --------------------- |
| Bahrain                      | Manama     | 1.472.233        | 716          | 44.391              | 30.152                  | Bahrain-Dinar         |
| Katar                        | Doha       | 2.695.122        | 11.437       | 237.296             | 88.046                  | Katar-Riyal           |
| Kuwait                       | Kuwait     | 4.268.873        | 17.818       | 184.558             | 43.234                  | Kuwait-Dinar          |
| Oman                         | Maskat     | 4.576.298        | 309.500      | 114.667             | 25.057                  | Omani Rial            |
| Saudi-Arabien                | Riad       | 36.408.820       | 2.240.000    | 1.108.149           | 30.436                  | Saudi-Riyal           |
| Vereinigte Arabische Emirate | Abu Dhabi  | 9.441.129        | 83.600       | 507.535             | 53.758                  | VAE-Dirham            |
| Mitgliedschaft beantragt     |            |                  |              |                     |                         |                       |
| Jemen                        | Sanaa      | 33.696.614       | 536.869      | 23.548              | 707                     | Jemen-Rial            |
| Jordanien                    | Amman      | 11.285.869       | 89.342       | 47.452              | 4.204                   | Jordanischer Dinar    |
| Marokko                      | Rabat      | 37.457.971       | 446.550      | 134.181             | 3.528                   | Marokkanischer Dirham |

## Organe
Der Sitz der Organisation ist in Riad. Als oberstes Gremium der Organisation tagt zweimal jährlich der Oberste Rat (Supreme Council), in dem die Staats- und Regierungschefs der Mitgliedstaaten vertreten sind. Darüber hinaus gibt es ein Komitee zur wirtschaftlichen Kooperation (Economic Cooperation Committee), in dem sich regelmäßig die Finanzminister der Mitgliedstaaten treffen.
Zur Vorbereitung der Währungsunion wurde ein Komitee der monetären Behörden und der Zentralbank-Gouverneure (Committee of Monetary Agencies and Central Bank Governors) gebildet, in dem aktuelle Fragen der Geld- und Währungspolitik diskutiert werden.

## Wirtschaftliche Zusammenarbeit
Alle Mitgliedsstaaten sind Monarchien. Offiziell strebten sie nur eine wirtschaftliche Integration an. Sie verzichteten auf einen militärischen Pakt, um die Reaktionen anderer arabischer Staaten geringer zu halten. 1983 bildeten sie eine Freihandelszone, 2001 einen Gemeinsamen Markt, 2008 eine Zollunion. Der Gemeinsame Markt gab allen GCC-Bürgern, insgesamt etwa 45 Millionen, ein freies Niederlassungsrecht. Bürger und Unternehmen aus einem GCC-Staat werden darin wie Inländer behandelt. Auch ein unbehinderter Kapitalverkehr wurde erlaubt.

### Währungsunion
Die Zielsetzung, bis 2010 eine Währungsunion mit der gemeinsamen Währung Chalidschi zu errichten, war eingebettet in einen allgemeinen ökonomischen Integrationsprozess. Erstmals wurde dieses Ziel 1982 formuliert, doch erst im Jahr 2000 ermächtigte der Oberste Rat das Geldkomitee und die Gruppe der Finanzminister, einen Zeitplan für die Einführung einer gemeinsamen Währung zu erarbeiten.
Im Frühjahr 2001 setzten die beiden letztgenannten Organe eine Arbeitsgruppe ein, die die Anforderungen zur Gründung einer Währungsunion ausarbeiten sollte. Erste Ergebnisse wurden beim Treffen der Staats- und Regierungschefs in Maskat (Dezember 2001) präsentiert. Der Oberste Rat einigte sich dort auf folgendes Vorgehen:
1. Bis Ende 2002 sollten alle nationalen Währungen an den US-Dollar gekoppelt sein.
2. Bis Ende 2005 sollte sich das Monetäre Komitee mit den Finanzministern auf Konvergenzkriterien zum Beitritt eines Mitgliedstaates zur Währungsunion einigen.
3. Zwischen 2005 und 2010 sollten die Kriterien von den beitrittswilligen Staaten erfüllt werden.
4. Zum Jahreswechsel 2009/2010 sollte die neue Währung eingeführt werden.

Verglichen mit anderen monetären Integrationsbemühungen ist das Vorhaben des GCC das ambitionierteste und am weitesten fortgeschrittene. Die Aussichten für die Währungsunion erschienen bislang gut – sowohl reale als auch monetäre Konvergenz sind weit fortgeschritten und im Gegensatz zu anderen Integrationsräumen (beispielsweise dem Mercosur) wurden die gesteckten Ziele zunächst erreicht.
Allerdings hatte Oman im Dezember 2006 erklärt, dass es der Währungsunion noch nicht im Jahre 2010 beitreten werde. Im Jahr 2007 hatte Kuwait seine Währung vom US-Dollar entkoppelt und koppelte sie seither an einen Währungskorb. In anderen Mitgliedstaaten wird ein solcher Schritt mitunter auch erwogen, insbesondere wegen des im Jahr 2007 bis Sommer 2008 zu beobachtenden Verfalls des Wechselkurses des US-Dollar. Bislang hat aber kein anderer Mitgliedstaat den Schritt Kuwaits nachvollzogen. Auch der Zentralbankpräsident der VAE soll sich dahingehend geäußert haben, dass er mit einer Währungsunion erst gegen 2015 rechnet. Einen erheblichen Rückschlag hatte das Projekt im Mai 2009 durch den Ausstieg der VAE erhalten. Dieser erfolgte kurz nachdem beschlossen worden war, dass die GCC-Zentralbank in Riad angesiedelt werden soll. Die VAE vertraten die Ansicht, einen Anspruch darauf zu haben, dass die Zentralbank in ihrem Land angesiedelt wird, weil sie als erstes Land angeboten hatten, sie zu beherbergen und weil sich bislang noch keine GCC-Verwaltungseinheit in den VAE befindet.
Gemessen an seiner wirtschaftlichen Bedeutung wäre der Golf-Währungsraum die zweitbedeutendste supranationale Währungsintegration nach dem Euroraum.
Am 1. Dezember 2013 wurde überraschend die Einführung der Gemeinschaftswährung ab Ende Dezember angekündigt. Die gemeinsame Währung von Bahrain, Kuwait, Katar und Saudi-Arabien werde an den US-Dollar gekoppelt sein. Oman und die VAE hätten diesen Schritt zu diesem Zeitpunkt noch nicht mitgemacht. Am 3. Dezember wurde die Pressemeldung jedoch vom Gulf Monetary Council widerrufen.
Seit Mai 2015 sind die Zentralbanken der Länder Bahrain, Kuwait, Katar und Saudi-Arabien Mitglieder im Gulf Monetary Council zusammengeschlossen. Die Integration im GCC wurde im gleichen Monat durch die Abstimmung einer gemeinsamen Mehrwertsteuer-Politik gestärkt.
Die Einführung der Währungsunion wurde dagegen auf unbestimmte Zeit verschoben.

### Patentübereinkommen
Der Golf-Kooperationsrat ratifizierte während seiner 13. Sitzung am 21. und 22. September 1992 das GCC-Patentübereinkommen und gründete das regionale Patentamt GCC Patent Office mit Sitz in Riad, Saudi-Arabien. Am 3. Oktober 1998 gingen dort die ersten Patentanmeldungen ein. Ein nach dem GCC-Patentübereinkommen erteiltes Patent ist in allen Mitgliedsstaaten sofort gültig.

## Militärische Zusammenarbeit
1984 wurde eine gemeinsame GCC-Eingreiftruppe geschaffen, die Peninsula Shield Force, stationiert im saudischen Hafar Al-Batin. Der GCC führt im Jemen unter Führung Saudi-Arabiens seit 2015 Krieg. Oman beteiligt sich allerdings nicht an der Operation.